# Korea Open 2019
Il Korea Open 2019 è stato un torneo di tennis giocato sul cemento all'aperto. È stata la sedicesima edizione del torneo che fa parte della categoria International nell'ambito del WTA Tour 2019. Il torneo si è giocato dal 16 al 22 settembre all' Olympic Park Tennis Center di Seul, in Corea del Sud.

## Partecipanti

### Teste di serie
| Nazionalità | Giocatrice             | Ranking* | Testa di serie |
| ----------- | ---------------------- | -------- | -------------- |
| Grecia      | Maria Sakkarī          | 28       | 1              |
| Russia      | Ekaterina Aleksandrova | 39       | 2              |
| Rep. Ceca   | Karolína Muchová       | 43       | 3              |
| Polonia     | Magda Linette          | 45       | 4              |
| Australia   | Ajla Tomljanović       | 46       | 5              |
| Slovenia    | Polona Hercog          | 53       | 6              |
| Russia      | Margarita Gasparjan    | 54       | 7              |
| Cina        | Wang Yafan             | 55       | 8              |

* Ranking al 9 settembre 2019.

### Altre partecipanti
Le seguenti giocatrici che hanno ricevuto una Wild card:
- Kristie Ahn
- Choi Ji-hee
- Han Na-lae

La seguente giocatrice è entrata in tabellone tramite ranking protetto:
- Denisa Allertová

La seguente giocatrice è entrata in tabellone tramite special exempt:
- Mihaela Buzărnescu

Le seguenti giocatrici passate dalle qualificazioni:

- Tímea Babos
- Ana Bogdan
- Priscilla Hon
- Danielle Lao
- Greet Minnen
- Patricia Maria Tig

La seguente giocatrice è entrata in tabellone come lucky loser:
- Danka Kovinić

### Ritiri
Prima del torneo
- Dar'ja Gavrilova → sostituita da  Kirsten Flipkens
- Ivana Jorović → sostituita da  Stefanie Vögele
- Viktória Kužmová → sostituita da  Denisa Allertová
- Maria Sakkarī → sostituita da  Danka Kovinić

## Campionesse

### Singolare
Karolína Muchová ha battuto in finale  Magda Linette con il punteggio di 6–1, 6–1.
- È il primo titolo in carriera per Muchová.

### Doppio
Lara Arruabarrena /  Tatjana Maria hanno battuto in finale  Hayley Carter /  Luisa Stefani con il punteggio di 7–6(7), 3–6, [10–7].